# Credo Reference
Credo Reference, abbreviato in Credo, è una società americana che offre accesso a pagamento ad articoli, monografie e riviste accademiche o scientifiche.
La base di conoscenza è utilizzata da biblioteche, sistemi informatici bibliotecari, scuole primarie e università che sottoscrivono un piano tariffario per erogare il servizio ai propri clienti.

Credo Reference collabora con le biblioteche alla ideazione e implementazione di programmi di information-literacy e di promozione dei loro materiali.

## Storia
La società fu fondata nel 1999 col nome di Xrefer e forniva libero accesso ad alcune decine di opere di riferimento. Nel 2002, Béla Hatvany, dopo aver fondato il Computer Library Services (CLSI) e Silverplatter, decise di investire nel sito per trasformarlo in un servizio a pagamento rivolto alle biblioteche.
L'azienda dapprima aprì un ufficio a Boston che sarebbe poi divenuto il suo quartiere generale., a giugno del 2007 assunse il nome di Credo Reference e nello stesso anno trasferì la propria sede britannica da Londra a Oxford.
Nel 2010, è stato recensito dal Library Journal come una delle prime cinque più importanti risorse specialistiche del settore.
Al 2011, presentava la possibilità di consultare integralmente una collezione di circa 3.500 titoli pubblicati da cento editori, che comprendeva anche dizionari e enciclopedie sia generaliste che tematiche.